# Hawaiki nui va'a

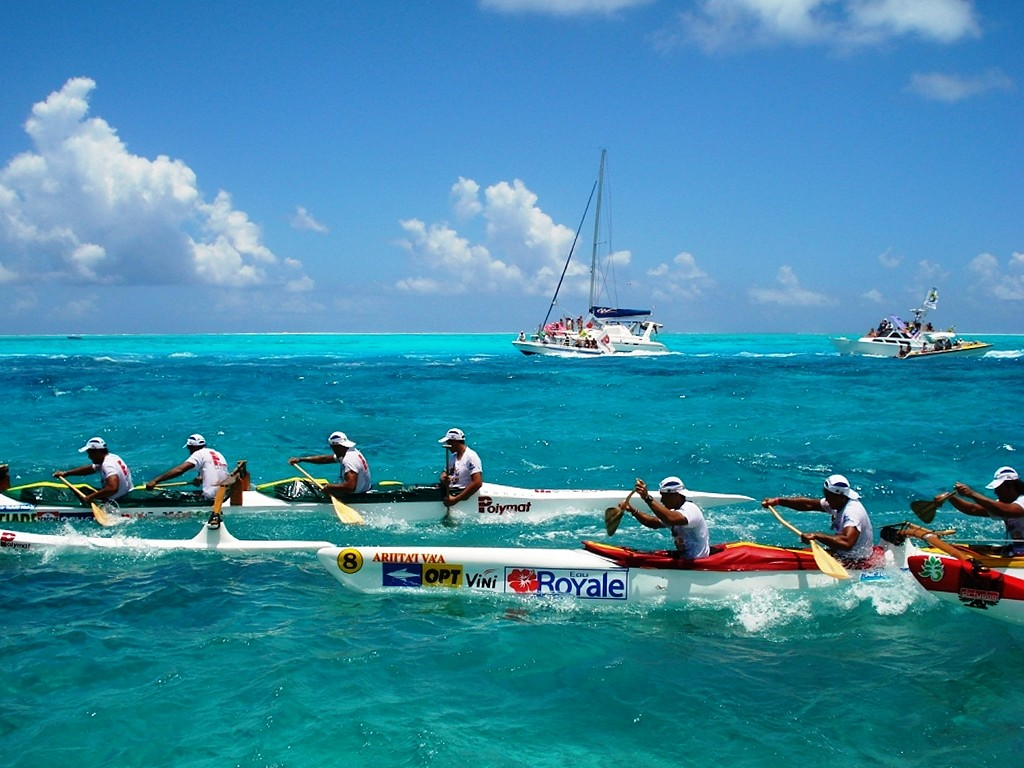
Près de l'arrivée, dans le lagon de Bora-Bora, en 2007.

Hawaiki nui va'a est une compétition internationale de pirogues polynésiennes appelées va'a. Elle se tient en octobre ou novembre, dans l'archipel des îles Sous-le-Vent, en Polynésie française. Cette compétition prend la forme de courses de pirogues en haute mer et en lagon, et se découpe en trois étapes successives, une par jour, reliant les îles de Huahine, Raiatea, Tahaa et Bora-Bora.

## Étapes
Distances et temps sur chaque étape varient en fonction des années, des conditions météorologiques et des routes choisies par les équipes :
- Pour les équipes masculines, la distance moyenne parcourue est au total de 124,5 km en moins de 10 h, répartie sur 3 jours successifs :
  1. La première étape relie Huahine à Raiatea : c'est une course de haute mer d'une distance de 44,5 km, sans changement d'équipe. Le record de l'étape date de l'édition 2010 avec un temps de 3 h 11[2].
  2. La seconde étape relie Raiatea à Tahaa : c'est une course de vitesse à l'intérieur du lagon, qui contourne l'île de Tahaa, sur une distance de 22 km. Le record de l'étape date de l'édition 2013 avec un temps de 1 h 50 min 26 s[3].
  3. La troisième étape relie Tahaa à Bora-Bora : c'est une course de haute mer d'une distance de 58 km, sans changement d'équipe. L'arrivée s'effectue sur la plage de Matira. Les meilleures équipes parcourent cette distance en moins de 4 h 11 (resultat 2018 : équipe shell)[3].
- Pour les équipes féminines (Va'a Hine) et les juniors (Taure'a), la course est d'une longueur de 45 km.

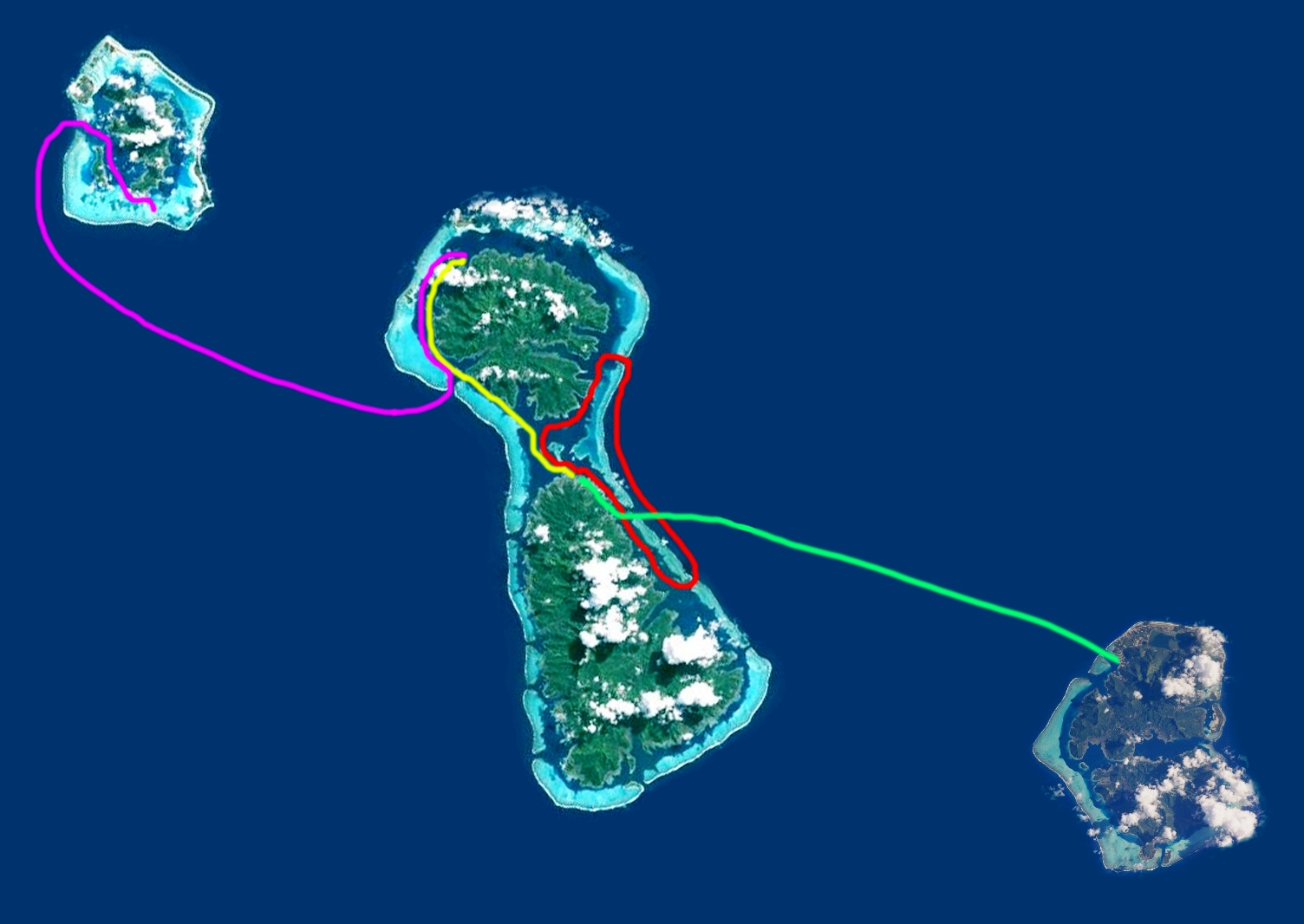
Hawaiki nui va'a
De gauche à droite : Bora-Bora, Tahaa, Raiatea et Huahine
' 1re étape Huahine - Raiatea 44,5 km
' étape Raiatea - Tahaa 22 à 27 km
' 3e étape Tahaa - Bora-Bora 58 km
' équipes féminines (Va'a Hine) et juniors (Taure'a) 45 km

## Histoire
La Hawaiki nui va'a tire son nom de Hawaiki nui (littéralement la « Grande Hawaiki », en Reo maohi), qui désigne une île mythique, berceau de la civilisation polynésienne à partir de laquelle fut colonisé le reste du triangle polynésien. Par tradition, les maohis considèrent que l'île de Raiatea est cette île mythique.
La première course fut organisée en 1992, et se tient depuis chaque année. Les courses féminines débutèrent en 1995, et les taure'a en 1998. 34 pirogues en bois participaient lors de la première édition de la course en 1992. Lors de l'édition 2009, la course réunissait 134 pirogues en matériaux composites, dont 5 équipes étrangères à la Polynésie française.

## Aspects techniques

### Matériel
Les va'a sont des pirogues polynésiennes dont la stabilité est assurée par un unique balancier (ama). Les va'a utilisées lors de cette compétition sont des V6 (va’a ono) à 6 places. Les jupes ne sont pas totalement hermétiques et laissent passer les embruns, les rameurs doivent donc régulièrement écoper.
Chaque pirogue compte cinq rameurs et un barreur. Les rameurs sont disposés en lignes, ramant alternativement d'un côté de la pirogue. Le barreur est le navigateur, il choisit sa route à l'œil, en fonction des courants, du vent et de repères naturels, la ligne droite n'étant pas nécessairement la plus rapide. Le chef d'équipe (ou capitaine) placé en troisième position, compte les coups de rames, fixe le rythme et à intervalle régulier donne l'ordre aux rameurs de changer leur rame de côté. Les étapes en haute mer se font sans changement d'équipe contrairement à d'autre courses comme faati-Moorea. Les ravitaillements sont réalisés par une équipe de ravitailleurs qui se jettent à l'eau depuis le bateau suiveur. Ils se mettent en ligne dans la trajectoire de course de la pirogue, et tendent les ravitaillements lorsque la pirogue les longe.
Étudiées pour la vitesse, les « rames » sont des pagaies simples, courtes et en bois ou en carbone. Excepté pour le barreur dont le manche est droit, le milieu de la pagaie est légèrement courbé, et la pale est légèrement oblique par rapport au manche. La face de la pale qui sert d'appui dans l'eau est totalement plate, le prolongement du manche se fixant sur l'autre face.

### Règlement
Pour les 19 premières éditions, les équipages reçoivent un nombre de points en fonction du classement de chaque étape : le premier ne reçoit aucun point, le deuxième un point etc. Le vainqueur final est l'équipage ayant reçu le moins de points après les trois étapes.
Depuis la vingtième édition en 2011, le règlement change : le vainqueur est désigné en fonction du temps cumulé des trois étapes.

## Un événement sportif
Cette course est un événement sportif majeur en Polynésie française, qui attire des équipes venant de tout le pays, mais aussi de métropole et d'autres nations du Pacifique. La Hawaiki nui va'a a déjà accueilli des équipages provenant de Californie, de Hawaii, de Nouvelle-Zélande et de Nouvelle-Calédonie, mais aussi d'Allemagne et de Yougoslavie. En 2011, pour la vingtième édition, plus de 150 équipages étaient inscrits avec 101 pirogues dans la catégorie seniors hommes, 16 pirogues pour les Va'a Hine, 25 pirogues chez les juniors et 13 chez les vétérans hommes.En 2007, la première étape vit s'affronter près de 2 000 rameurs et plus de 100 pirogues.
C'est également un événement touristique qui sert à la communication de l'image de la Polynésie à travers le monde, et reçoit donc des financements du gouvernement du Pays, de l’État français, des élus des communes des Îles Sous-le-Vent et de partenaires commerciaux comme l'OPT (Office des Postes et Télécommunications), l'Eau Royale (une marque d'eau minérale) et la banque Socredo.
Les spectateurs, les équipes d'encadrement et la sécurité, forment une flotte disparate qui suit les pirogues en compétition. En plus des journalistes radio et de la presse, des équipes de télévision d'RFO, de TNTV et des équipes de reportages étrangères assurent la couverture médiatique de l'événement. Les équipes emblématiques sont notamment Shell Va’a, Pirae Va'a Mobil, OPT et Fare Ara (huahine).
L'association organisatrice de la Hawaiki nui va'a fut longtemps présidée par Edouard Maamaatuaiahutapu, jusqu'à son décès en 2007, où il fut remplacé par Élise Maamaatua. Édouard Maamaatuaiahutapu avait coutume de dire : « Nous avons reçu un bel héritage de notre ancêtres : le VA’A, Un héritage dont nous sommes les garants de sa perpétuité. Hawaiki Nui Va’a doit perdurer. »

## Galerie d'images

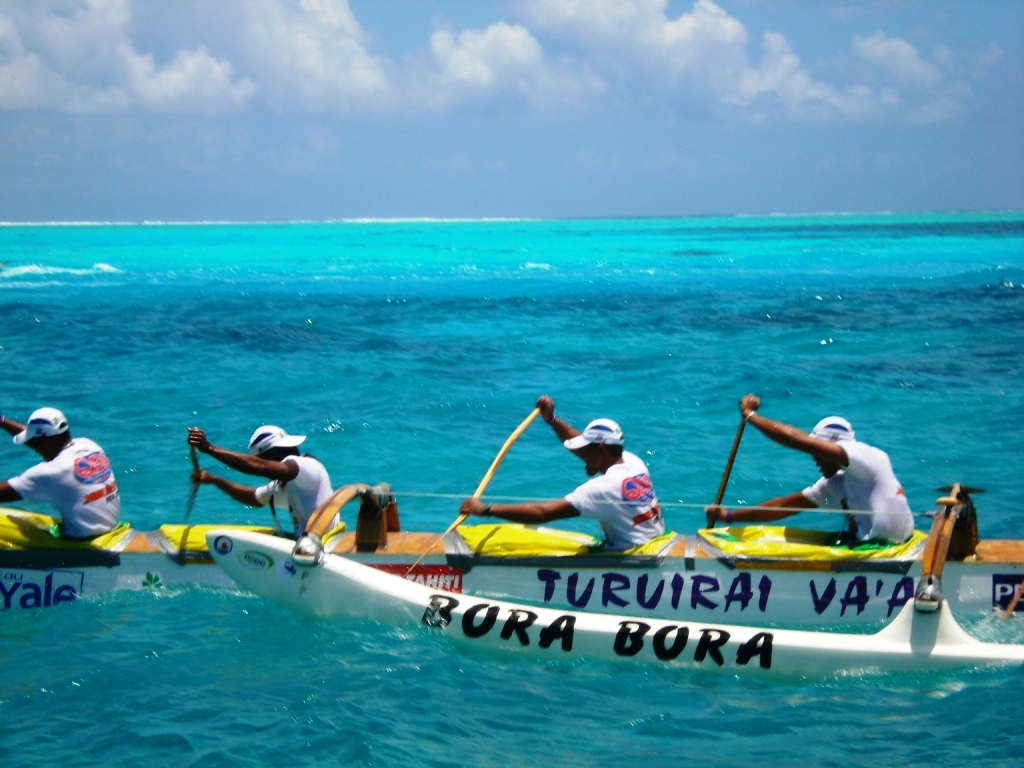
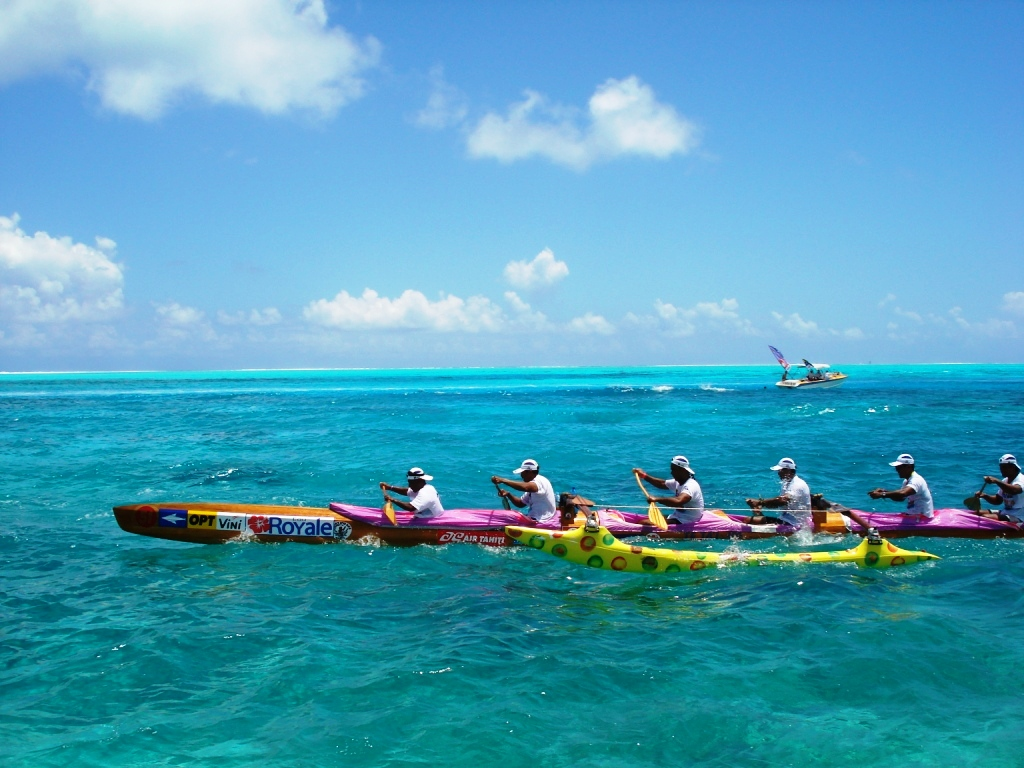
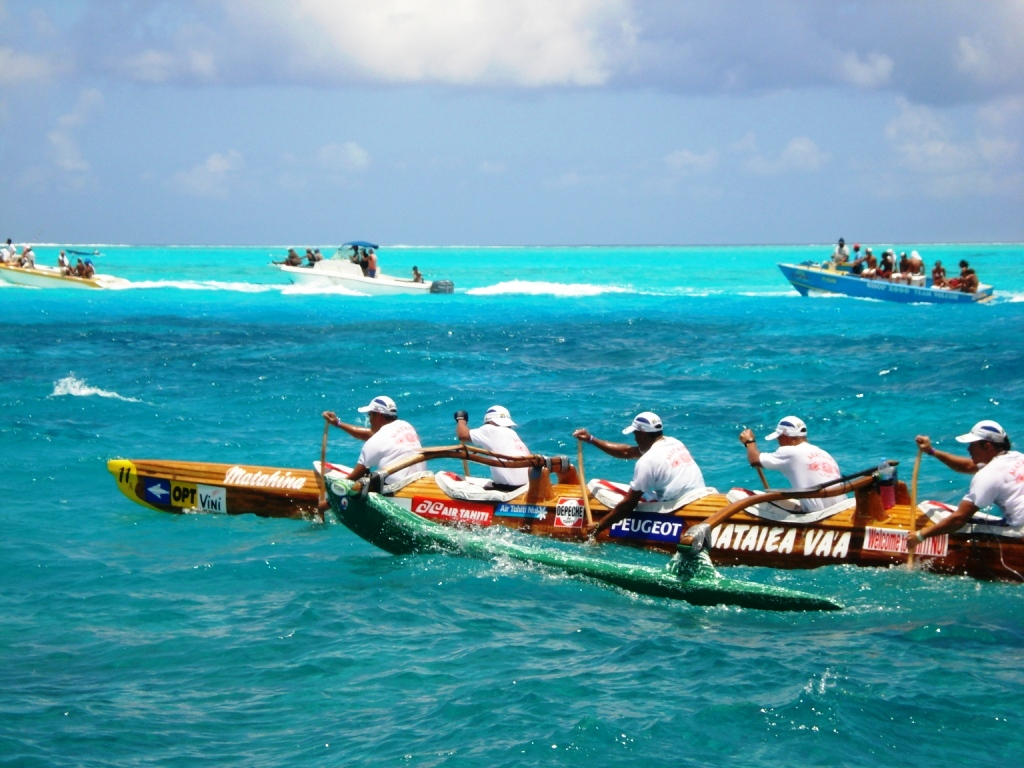